# Liasis mackloti
Liasis mackloti là một loài rắn trong họ Pythonidae. Loài này được Duméril & Bibron mô tả khoa học đầu tiên năm 1844.

## Hình ảnh

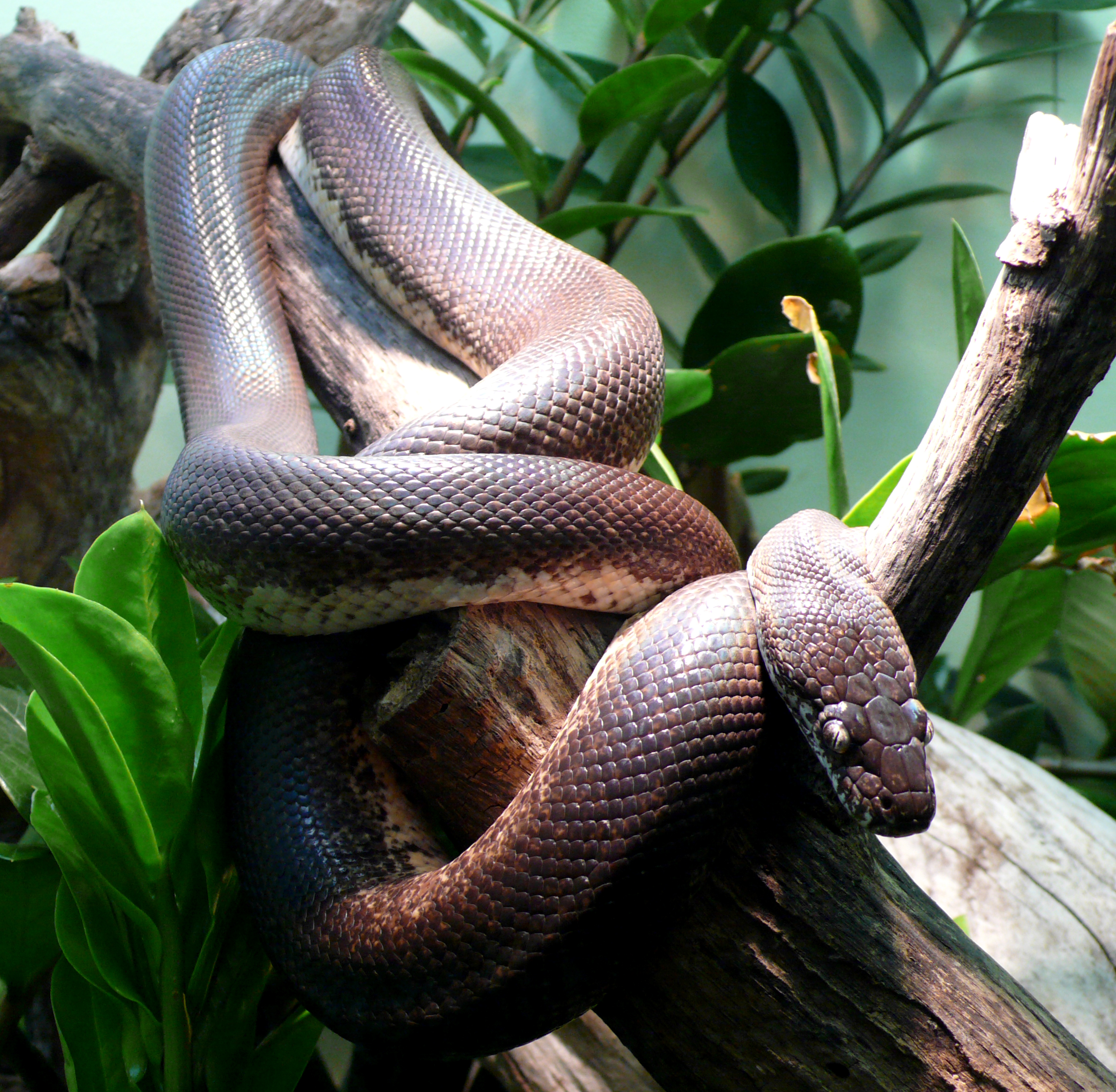
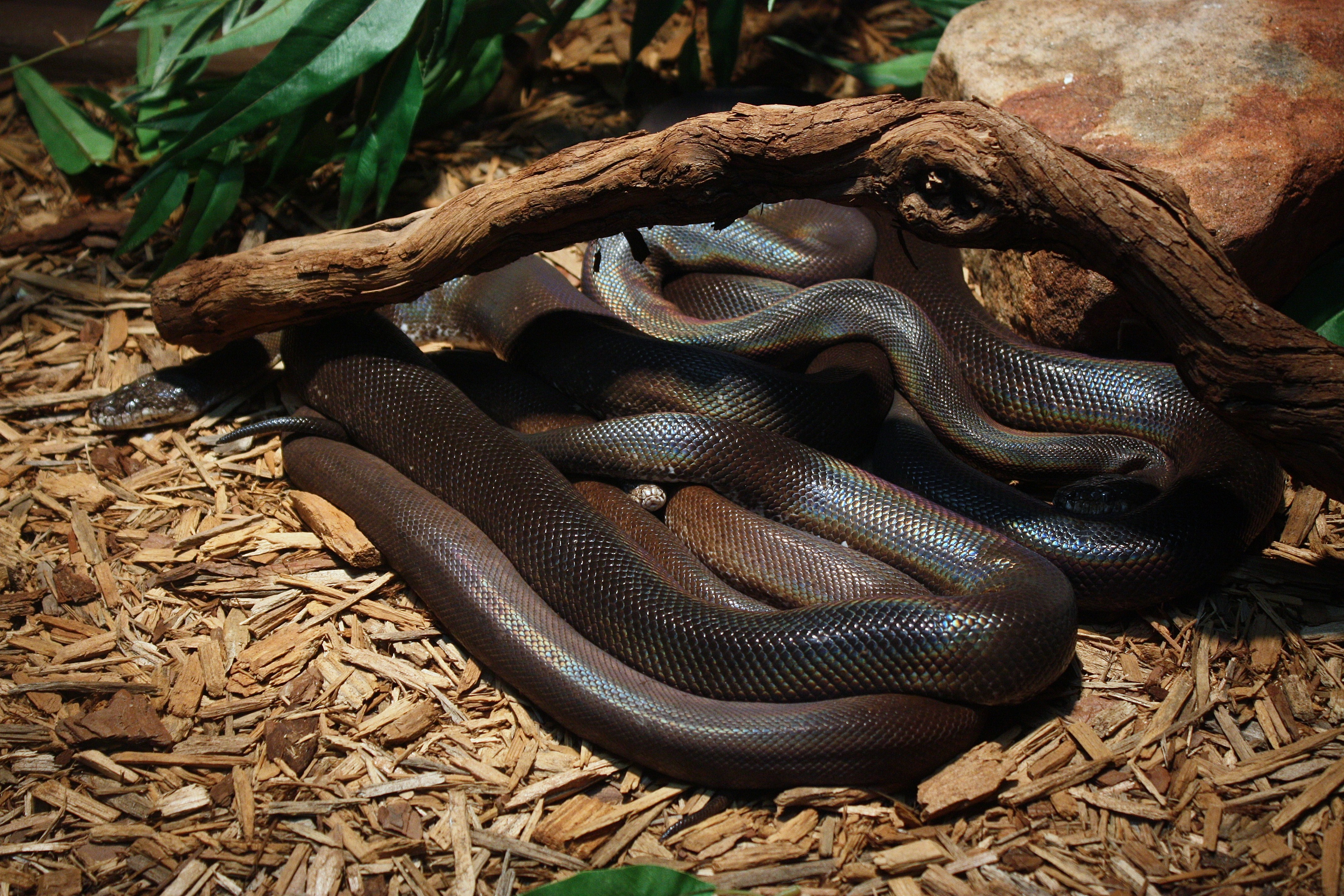
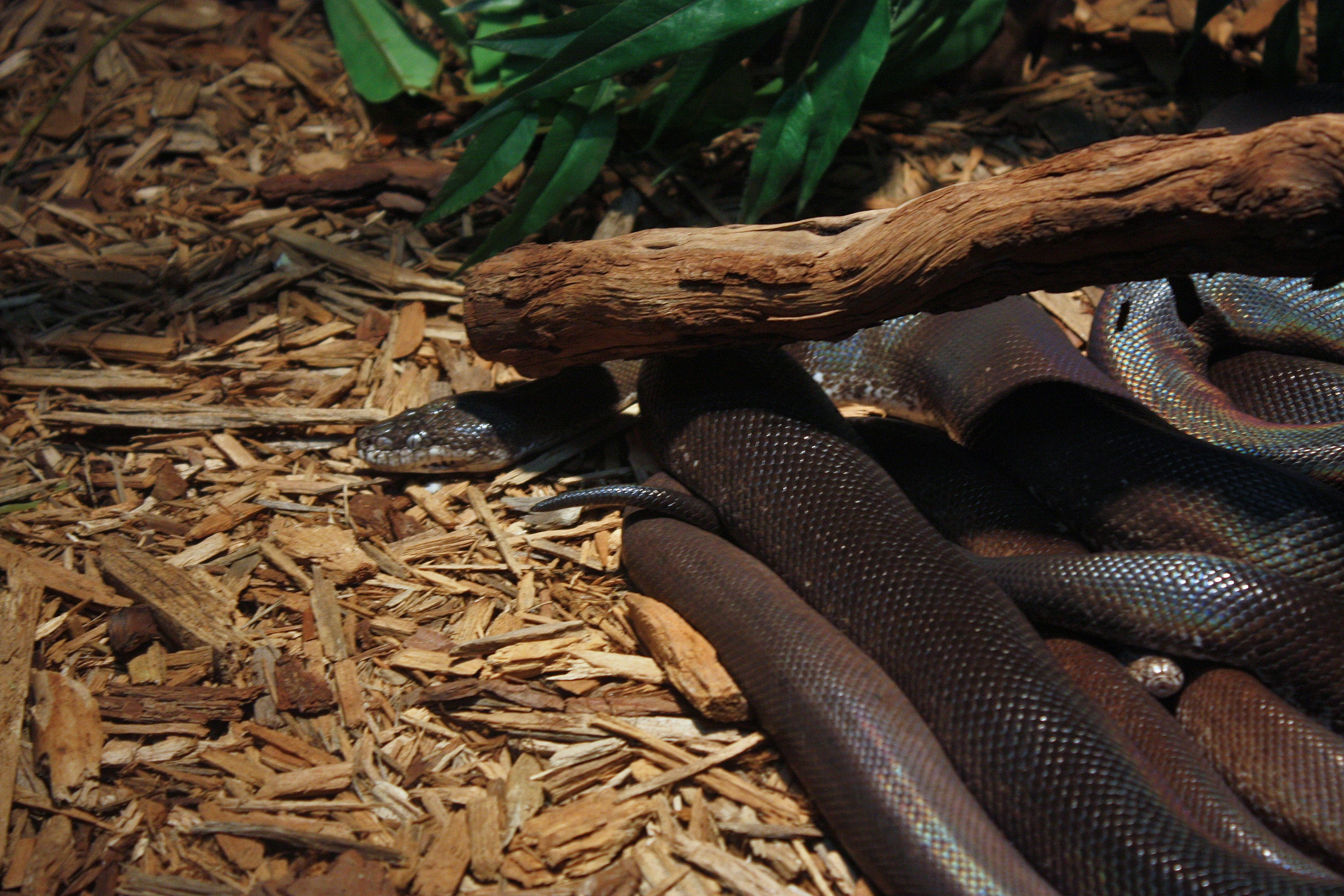